# Эмирханлы
Эмирханлы  (азерб. Əmirxanlı) — село в Азербайджане, находится в Зангеланском районе Азербайджана.
В ходе Первой карабахской войны село перешло под контроль непризнанной НКР. 22 октября 2020 года Президент Азербайджана Ильхам Алиев объявил, что в ходе Второй карабахской войны азербайджанская армия вернула контроль над селом.